# Mandza
Mandza är en ort i Komorerna.   Den ligger i distriktet Grande Comore, i den nordvästra delen av landet, 30 km norr om huvudstaden Moroni. Mandza ligger 271 meter över havet och antalet invånare är 1 602. Den ligger på ön Grande Comore.
Terrängen runt Mandza är kuperad åt sydost, men åt nordväst är den platt. Havet är nära Mandza åt nordväst. Runt Mandza är det tätbefolkat, med 411 invånare per kvadratkilometer. Närmaste större samhälle är Mitsamiouli, 3,9 km norr om Mandza. Omgivningarna runt Mandza är en mosaik av jordbruksmark och naturlig växtlighet.